# نادي داماش طهران
نادي داماش طهران لكرة القدم (بالفارسية: باشگاه فوتبال داماش تهران)، هي نادي رياضي سابق لكرة القدم في إيران، تأسست سنة 2008، وأعلنت حلها عام 2016، وكانت مقرها في العاصمة الإيرانية طهران.